# Benito Bonetti
Benito Bonetti (* 20. Jahrhundert) ist ein ehemaliger Schweizer Skispringer.
Bonetti gab am 30. Dezember 1980 sein Debüt im Skisprung-Weltcup. Im Oberstdorf erreichte er dabei den 100. Platz. Auch in den zwei folgenden Jahren startete er bei Springen im Rahmen der Vierschanzentournee. Dabei erreichte er am 1. Januar 1982 mit dem 49. Platz in Garmisch-Partenkirchen sein bestes Einzelresultat im Weltcup. Trotz steigender Leistungen konnte Bonetti keine Weltcup-Punkte gewinnen und bestritt am 6. Januar 1982 in Bischofshofen sein letztes Weltcup-Springen. Seine aktive Skisprungkarriere beendete er mit dem Start bei den Nordischen Skiweltmeisterschaften 1982 in Oslo. Dort sprang er von der Normalschanze auf den 45. und von der Grossschanze auf den 35. Platz.
Benito Bonetti ist der Bruder von Josef Bonetti, der ebenfalls als Skispringer aktiv war.